# Cultures 4: 8th Wonder of the World
Cultures 4: 8th wonder of the world (Восьмое Чудо Света) — экономическая стратегия немецкой игровой школы. Разработана компанией Funatics Development в 2004 году для персонального компьютера. Четвертая и заключительная часть серии компьютерных игр Cultures. В 2015 году вышло идеологическое продолжение серии, игра Valhalla Hills. В новой игре в облегчённом виде развились идеи серии игр Cultures.

## Описание игры
Классическая экономическая стратегия. Суть игры: развивать своё поселение, открывать выгодные торговые контакты, завоевывать новые земли, выполнять назначенные задания, проходить миссии. Сюжет повествует о мире на который напали орды диких зверей и тёмное зло, совет наций узнал о древнем пророчестве, в нём говорилось, что только восстановив все чудеса света можно спасти мир от гибели, но кто может его спасти если не вы с вашими вечно не унывающими викингами!

## Геймплей
Технологии, ресурсы и экипировка аналогичны Cultures 2 и Cultures 3.

## Отличие от Cultures 3
- добавлены новые интересные миссии
- улучшен движок игры
- улучшена графика
- изменено музыкальное сопровождение
- изменены некоторые названия
  1. «мед» ~ «эль»
  2. «ботинки» ~ «сапоги»
  3. «вол» ~ «бык»
  4. «пластинчатая броня» ~ «латы»
  5. «добытчик» ~ «шахтер»
  6. «перевозчик» ~ «разносчик»
  7. «купец» ~ «торговец»
  8. «бараки» ~ «казармы»
  9. «защитная башня» ~ "башня"